# S1 (Thailand)
De S1 Expressway (Thai: ทางพิเศษสาย S1) of Bang Na–At Narong Expressway (Thai: ทางพิเศษสายบางนา–อาจณรงค์) is een autosnelweg in Thailand. De snelweg in Bangkok is 4,7 kilometer lang. De weg werd geopend in 2005 en verbindt de Chalong Rat Expressway en de Chaloem Maha Nakhon Expressway met de Bang Na Expressway.
Chaloem Maha Nakhon Expressway ·
Si Rat Expressway ·
Prachim Ratthaya Expressway ·
Don Mueang Tollway ·
Chalong Rat Expressway ·
Burapa Withi Expressway ·
Udon Ratthaya Expressway ·
S1 ·
Motorway 6 ·
Motorway 7 ·
Bangkok Outer Ring Road / Kanchanaphisek Road / Motorway 9